# Liste des primats de l'Église grecque-catholique ukrainienne
Liste des primats de l'Église grecque-catholique ukrainienne.

## Archevêque de Lviv
- Antoni Angelowicz (16 mars 1808-6 juin 1814)
- Mihail Lewicki (8 mars 1816-14 janvier 1858)
- Josyf Sembratovyc (Sembratowicz) (1870-1885)
- Sylwester Sembratowicz (Sembratovyc) (27 mars 1885-4 août 1898)
- Julian Sas-Kuilovsky 1899-1900
- André Cheptytsky (12 décembre 1900-1er novembre 1944)
- Josyf Ivanovycè Slipyj (1944-1963)

## Archevêque majeur de Lviv
- Josyf Slipyj (1963-1984)
- Myroslav Ivan Lioubatchivsky (1984-2000)
- Lubomyr Husar (janvier 2001-21 août 2005)

## Archevêque majeur de Kiev et de toute la Galicie
- Lubomyr Husar (21 août 2005- 10 février 2011)
- Sviatoslav Chevtchouk (depuis le 23 mars 2011)